# Bombhöger
Bombhöger är en pejorativ politisk term använd av Helle Klein, politisk chefredaktör i Aftonbladet, i samband med förspelet till Irakkriget i början av 2003. Begreppet har senare använts av Daniel Suhonen för att beskriva förespråkare för den internationella militärinsatsen i Libyen 2011.
Även uttrycket bombliberal  har använts i den politiska debatten av kolumnisten Jan Guillou, då syftandes på Dagens Nyheters ledarsida, och av Ung Vänster.
Med bombhöger, eller bombliberal, avses en person eller organisation som anses påtagligt positivt inställd till krig och liknande väpnade insatser. Ofta är mer eller mindre uttalat att det officiella motivet till vapeninsatsen i fråga inte håller för en närmare granskning.